# Warstwa powietrza saharyjskiego
Warstwa powietrza saharyjskiego (ang. Saharan Air Layer, w skrócie SAL) – warstwa bardzo ciepłego i suchego powietrza powyżej warstwy zimniejszego i wilgotniejszego powietrza blisko powierzchni Oceanu Atlantyckiego. 
Ciepłe i suche powietrze powstaje nad Saharą, gdzie rozpościera się od powierzchni ziemi do kilku kilometrów w górę. W ruchu na zachód nad Ocean Atlantycki powietrze to jest wypychane w górę ponad chłodniejsze, przez co gęstsze, powietrze nad morzem, tworząc warstwę ciepłego powietrza ponad zimnym. W takim układzie warstw powietrza panuje inwersja temperatury, która przeciwdziała unoszeniu się mokrego powietrza morskiego w górę. Pionowy gradient temperatury w SAL jest duży, tzn. temperatura w niej spada szybko wraz z wysokością. W warstwie powietrza saharyjskiego znajduje się często piasek związany z burzami piaskowymi nad Saharą.
Duże kompleksy burzowe nad Afryką Północną okresowo powodują ogromne burze piaskowe, w układzie tym SAL może sięgnąć aż Ameryki Północnej. 
Chmury pyłu nad Oceanem Atlantyckim są widoczne na zdjęciach satelitarnych, podobne do zamglenia. Gdy SAL przechodzi nad Wyspami Kanaryjskimi, pył opada ku powierzchni ziemi jest zwany kalima, zmniejsza widoczność, podobnie jak mgła, odkłada warstwę pyłu na wszystkim.